# Sabiñánigo Alto
Sabiñánigo Alto es una aldea española perteneciente al municipio de Sabiñánigo a 2 km de la capital, en el Alto Gállego, provincia de Huesca, Aragón.

## Demografía
Contaba con una población de 117 habitantes en 1980 y de tan solo 43 en 1991.
| 54         | 51 | 45 |
| (Fuente: ) |    |    |